# Jennifer Metcalfe
Jennifer Joanne Metcalfe (Bradford, West Yorkshire; 4 de septiembre de 1983) es una actriz y modelo inglesa, más conocida por interpretar a Mercedes McQueen en la serie Hollyoaks.

## Biografía
Su padre es Colin Metcalfe.
Es muy buena amiga de las actrices Gemma Merna, Claire Cooper y del actor Glen Wallace. 
Tiene una tienda de ropa llamada "The Closet" en Liverpool, que regenta junto con Cooper y Leah Hackett. 
En 2009 salió con el futbolista Jermaine Pennant. En 2010 comenzó a salir con el patinador profesional francés Sylvain Longchambon. Sin embargo, la relación terminó en diciembre de 2012.
En 2013 comenzó a salir con Greg Lake, con quien tiene un hijo, Daye Colmic Lake (21 de junio de 2017). Sin embargo, en agosto de 2020 se reveló que la pareja se había separado.

## Carrera
El 19 de junio de 2006, se unió al elenco principal de la exitosa serie británica Hollyoaks, donde interpretó a Mercedes McQueen hasta el 20 de noviembre de 2014. Sin embargo el 17 de febrero de 2015, se anunció que regresaría permanentemente a la serie y que nunca existieron intenciones de que su personaje se fuera y que Metcalfe sólo se había tomado unas vacaciones, pero que para que la historia de su personaje se mantuviera en secreto su salida se anunció como si fuera permanente. En 2008 apareció como invitada en el programa Big Brother: Celebrity Hijack, junto con las actrices Gemma Merna y Claire Cooper. En 2009 apareció en el spin-off de la serie Hollyoaks Later, donde interpretó de nuevo a Mercedes.
En 2011 participó en la sexta temporada del programa Dancing on Ice, su compañero fue el patinador Sylvain Longchambon; la pareja fue la tercera en ser eliminada.

## Filmografía

### Series de televisión
| Año             | Título                        | Personaje        | Notas                      |
| --------------- | ----------------------------- | ---------------- | -------------------------- |
| 2006 - presente | Hollyoaks                     | Mercedes McQueen | 815 episodios              |
| 2009            | Hollyoaks Later               | Mercedes McQueen | 5 episodios                |
| 2002            | Emmerdale Farm                | Jade Nicholls    | 3 episodios                |
| 2001            | Where the Heart Is            | Geena Garton     | episodio "Temptation"      |
| 2001            | At Home with the Braithwaites | Acosador         | episodio #2.1              |
| 1999            | My Parents are Aliens         | -                | episodio "First Christmas" |

### Películas
| Año  | Título        | Personaje | Notas                 |
| ---- | ------------- | --------- | --------------------- |
| 2002 | Birthday Girl | Keely     | junto a Emma Fielding |

### Apariciones
| Año  | Programas                     | Notas       |
| ---- | ----------------------------- | ----------- |
| 2011 | Dancing on Ice                | concursante |
| 2008 | Big Brother: Celebrity Hijack | -           |

## Premios y nominaciones
| Año  | Categoría                                            | Premio             | Serie     | Resultado |
| ---- | ---------------------------------------------------- | ------------------ | --------- | --------- |
| 2017 | Sexiest Female                                       | Inside Soap Award  | Hollyoaks | Nominada  |
| 2016 | Sexiest Female                                       | Inside Soap Award  | Hollyoaks | Nominada  |
| 2016 | Best Soap Actress                                    | TV Choice Award    | Hollyoaks | Nominada  |
| 2016 | Best Actress                                         | British Soap Award | Hollyoaks | Nominada  |
| 2015 | Sexiest Female                                       | Inside Soap Award  | Hollyoaks | Ganadora  |
| 2014 | Best On-Screen Partnership (junto a Joseph Thompson) | British Soap Award | Hollyoaks | Nominada  |
| 2014 | Sexiest Female                                       | British Soap Award | Hollyoaks | Nominada  |
| 2013 | Sexiest Female                                       | Inside Soap Award  | Hollyoaks | Nominada  |
| 2012 | Best Bitch                                           | Inside Soap Award  | Hollyoaks | Nominada  |
| 2011 | Sexiest Female                                       | British Soap Award | Hollyoaks | Nominada  |
| 2011 | TV Soap Personality                                  | TRIC Award         | Hollyoaks | Nominada  |
| 2008 | Sexiest Female                                       | Inside Soap Award  | Hollyoaks | Nominada  |
| 2007 | Sexiest Female                                       | British Soap Award | Hollyoaks | Nominada  |